# Királyok völgye 36

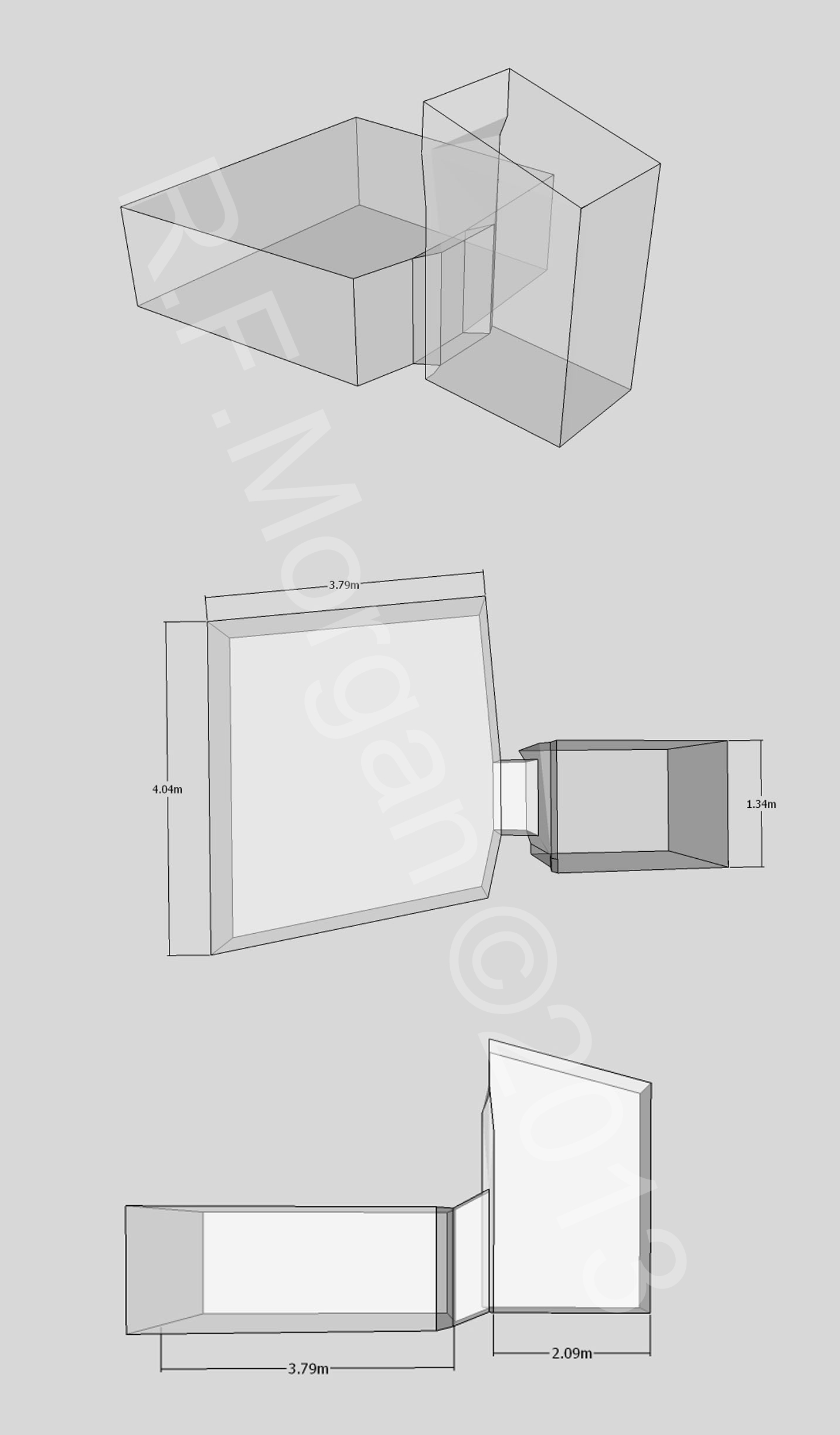
A sír izometrikus képe, alaprajza és oldalnézeti metszete egy 3D-modell alapján

A Királyok völgye 36 (KV36) egy egyiptomi sír a Királyok völgye keleti völgyének délnyugati végében. Egy, a XVIII. dinasztia idején élt nemesember, Maiherperi nagyrészt érintetlen temetkezését tartalmazza.
Maiherperi a húszas éveiben halt meg. Neve sírján kívül máshonnan nem ismert. Címe és a sírjában talált tárgyak stílusa alapján IV. Thotmesz idején élhetett. Sírját már az ókorban, talán a ramesszida korban kirabolták – ékszerek, fémtárgyak és vásznak tűntek el, az olajosedényeket kinyitották –, de Maiherperi múmiája és temetkezési kellékeinek nagy része érintetlenül fennmaradt.
A sírt Victor Loret a völgyben töltött második ásatási évada során fedezte fel, 1899. március 30-án. Sokáig nem publikálták megfelelően, így nem tartozik az ismertebb sírok közé annak ellenére sem, hogy gyakorlatilag érintetlenül maradt fenn. Az itt talált tárgyak mind a kairói Egyiptomi Múzeumba kerültek, szerepelnek ennek katalógusában, a Catalogue Generalban (CG). A sírkamrában elrendezett tárgyak elrendezéséről a sokáig egyetlennek hitt leírást Georg Schweinfurth készítette, aki rövid látogatást tett a sírban, mielőtt a leleteket Kairóba szállították, később azonban Loret jegyzetei is előkerültek, melyekben részletes lista szerepel a sírban talált tárgyakról és elhelyezkedésükről a sírkamrában.

## A temetkezés leírása
A sír egy aknából áll, amelynek aljából nyugat felé közvetlenül nyílik a sírkamra. Falai egyenetlenek, és – mint a Királyok völgye nem királyi sírjainál mindig – díszítetlenek. A sír hossza 6,34 m, területe 18.54 m².
Maiherperit három koporsóba helyezték. A külső koporsó (Cairo CG 24001) inkább szentély, mint koporsó; négyszögletes, feketére festett, díszítése és feliratai aranyozottak. Benne két antropoid (emberalakú) koporsó feküdt egymásban (Cairo CG 24002 és 24004), ezek szintén feketék, aranyozott díszítéssel. A koporsó mellett egy harmadik antropoid koporsót is találtak (CG 24003), melyre nem volt ráhelyezve a fedele. Úgy tűnik, ezt szánták belső koporsónak, de túl nagy volt ahhoz, hogy beleférjen, emiatt használatlanul odatették mellé. (Hasonló fordult elő Tutanhamon temetkezésénél, ahol a belső koporsók túl nagynak bizonyultak a legkülsőhöz, de ott helyben, a sírkamrában kisebbre faragták, míg Maiherperinél inkább beszereztek egy másikat.)
Maiherperi arcát halotti maszk takarta (Cairo CG 24097), külső koporsója lábánál állt kanópuszládája (Cairo CG 24008), benne a négy kanópuszedénnyel. Mellette feküdt a Halottak Könyve egy példánya (Cairo CG 24095) és több doboz, benne mumifikálódott hússal (Cairo CG 24053-24055). A koporsó fejénél számos edényt helyeztek el. A sírban találtak emellett kővázákat, egy szenet játékkészletet, egy festett fajansztálat, egy íjat, egy üvegvázát és egy halotti ágyat, amelyen búzából Ozirisz alakját rakták ki (Cairo CG 24061).

## Fordítás
- Ez a szócikk részben vagy egészben  a   KV36 című angol Wikipédia-szócikk ezen változatának fordításán alapul.  Az eredeti cikk szerkesztőit annak laptörténete sorolja fel. Ez a jelzés csupán a megfogalmazás eredetét és a szerzői jogokat jelzi, nem szolgál a cikkben szereplő információk forrásmegjelöléseként.

## Külső hivatkozások
- Theban Mapping Project: KV36